# 出石神社
35°28′54″N 134°52′13″E / 35.4816°N 134.8704°E
出石神社（日语：／ Izushi-Jinja */?）是日本兵庫縣豐岡市出石町宮內的神社，社格是名神大社、但馬國一宮、國幣中社和別表神社，但馬五社之一，主祭神是出石八前大神和天日槍命，別當寺是總持寺。氏子數目方面，《兵庫縣神社誌》和《式內社的研究》均記載是122戶，《式內社調查報告》則指是約130戶，神社本廳出版的《神社名鑑》同樣指是130戶，另有崇敬者3,000人，氏子區域根據《日本社寺大觀》是宮內、坪井（現豐岡市出石町坪井）以及小坂村大字鳥居（現豐岡市出石町鳥居），《式內社調查報告》則記載是宮內和鳥居。
文化財方面，社藏「脇差 銘但州住國光（外有梵字）」是重要文化財。出石神社社殿、社藏出石大神宮銅印、仙石政明具足、小出公馬印、仙石秀久馬印、猿猴的甲冑、經文胴的甲冑、後村上天皇綸旨、蓮華王院院宣、家則、家朝補任狀以及軍忠狀等兩種、出石神社舊鳥居殘骸兩件以及幟轉（幟まわし）均是豐岡市指定文化財。

## 位置與名稱

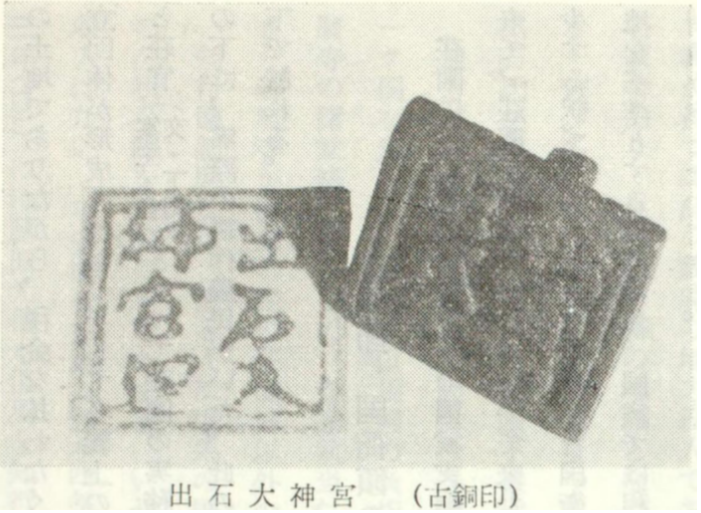
出石大神宮銅印

神社位於豐岡盆地的東南部，距離出石川約500米處，神社東面的沖積地以前曾經採用條里制，為但馬地方內較早開始種米的地區之一，鄰近也有彌生時代遺跡宮內遺跡和黑田遺跡。根據《式內社調查報告》推測，神社在古時是《和名類聚抄》中提到的出石鄉的一部分，出石鄉本身便位處於但馬國和丹後國兩地的國府之間的道路附近，也是出石川水運的所在地。行政區劃方面，神社原屬但馬國出石郡，後為神美村和出石町，大字是宮內，小字是芝地。
根據九條家本和吉田家本《延喜式》記載，神社在當時稱為坐神社，出石大神宮銅印上的名稱是出石大神宮，《但馬國大田文》為出石大社，《神社覈錄》和《但馬國式社考》等是一宮大明神或一宮出石大明神，當地居民則多稱作。

## 歷史
神社的創建時期雖然不明，但是根據神社的《一宮緣起》記載，神社始於谿羽道主命和多遲麻比那良岐命以天日槍命為祭神而來。根據收錄於《正倉院文書》的《但馬國正稅帳》記載，神社在天平9年（737年）時的神戶租代是435束6把、調絁20匹42丈5尺（約137.88）和直稻1,245束，為神社獲朝廷保護的最早紀錄。根據《新抄格勅符抄》記載，神社在大同元年（806年）時的神戶是13戶，為但馬國內最多。根據《續日本後紀》記載，神社的神階在承和12年7月16日（845年8月22日）從無位升至從五位下，其後根據《日本三代實錄》記載，神社先後在貞觀10年12月27日（869年1月13日）和貞觀16年3月14日（874年4月4日）升至正五位下和正五位上。根據《日本紀略》天延4年2月25日（976年3月28日）條記載，但馬國司指有烏鵲聚集於神社內，由於當地長老稱神社是但馬第一靈社，懼於其神威未曾有烏雀蚊虻闖入境內，因此特意上奏朝廷，朝廷聞訊後舉行會議，並且通過占卜聽取神意。
根據收錄於《永萬文書》的永萬元年（1165年）6月的《神祇官諸社年貢注文》記載，神社以伊豆志社的名義負責布50端。根據《出石神社文書》記載，神社在嘉禎4年11月3日（1238年12月10日）由源家則補任為神主，元亨4年（1324年）4月由源家朝就任神主。根據《神床文書》記載，源家景在建武5年（1338年，延元3年）7月補任為神主，《日本歷史地名大系》推測家朝和家景均是家則的子孫。正平7年（1352年，觀應3年），家景以長尾氏自居，長尾是源於朝廷派遣迎接天日槍的使者長尾市而來。在觀應之擾亂爆發後，家景之弟長家效力於南朝，並且在正平7年（1352年，觀應3年）12月獲頒發軍忠狀。
明德元年9月17日（1390年10月25日），根據《出石神社文書》記載，守護山名氏清禁止軍隊和甲乙人在神社境內生事，並且下令讓神主祈求天下安全和武運長久，然而氏清在翌年便死於明德之亂。永享8年8月25日（1436年10月5日），根據《神床文書》記載，山名持豐（宗全）認為山名氏能夠長期擔任但馬守護和兼任數國守護，一門也出類拔萃是有賴於「但州一宮出石大明神」的神明擁護，因此獻上親筆願文。文安2年9月9日（1445年10月9日），根據《神床氏古文書纂》記載，成為播磨守護的宗全將播磨神東郡蔭山莊多田村（現姬路市山田町多田）內的近宗和福永的名主職務寄進至神社。不過，根據收錄於《出石神社文書》的《後村上天皇綸旨》記載，神社在正平6年6月7日（1351年6月30日，觀應2年）便被停止領家職務。長祿4年11月30日（1461年1月11日），根據《神床文書》記載，當時神社的領家職務由南禪寺塔頭歸雲院持有。
進入戰國時代後，根據《神床文書》記載神社分別在明應4年（1495年）獲齋藤直助寄進小坂鄉的田地、永正6年11月7日（1509年12月18日）獲垣屋元為寄進弘原莊（現豐岡市出石町鍛冶屋、福住、中村、上村、奧山和朝來市和田山町朝日一帶）的田地1反（約991.74平方米）、永正13年8月4日（1516年8月31日）獲竹元辰久寄進土野莊（現豐岡市出石町上野、日野邊、桐野、寺坂、但東町水石和畑一帶）內「一宮□田」1反和天文7年9月20日（1538年10月12日）獲荏原恒範寄進田地。不過，神社在永正元年（1504年）夏天便毀於戰亂，在大永4年（1524年）8月由某沙彌起草勸進狀，最終在天文元年11月11日（1532年12月7日），根據《神床氏古文書纂》收錄的祝詞記載大致或已經完成重建。天正7年11月2日（1579年11月20日），根據《南部晉氏所藏文書》記載，山名氏政將神社的部分領地安堵予榎並成安。翌年，羽柴秀吉平定但馬，神社的神領也被沒收。延寶4年（1676年），根據《神床家文書》記載，出石藩藩主小出英安在神社興建門，匾額由佐佐木玄龍書寫。天和2年（1682年），神社獲出石藩主小出吉英寄進屋敷1反8畝（約1785.12平方米），高二石三斗四升和田地約九石四斗。1914年8月29日，神社在對德意志帝國宣戰的奉造祭獲敕使來訪，翌年11月10日大正天皇的大嘗祭時也有敕使來訪，並且進行奉幣。

## 社格

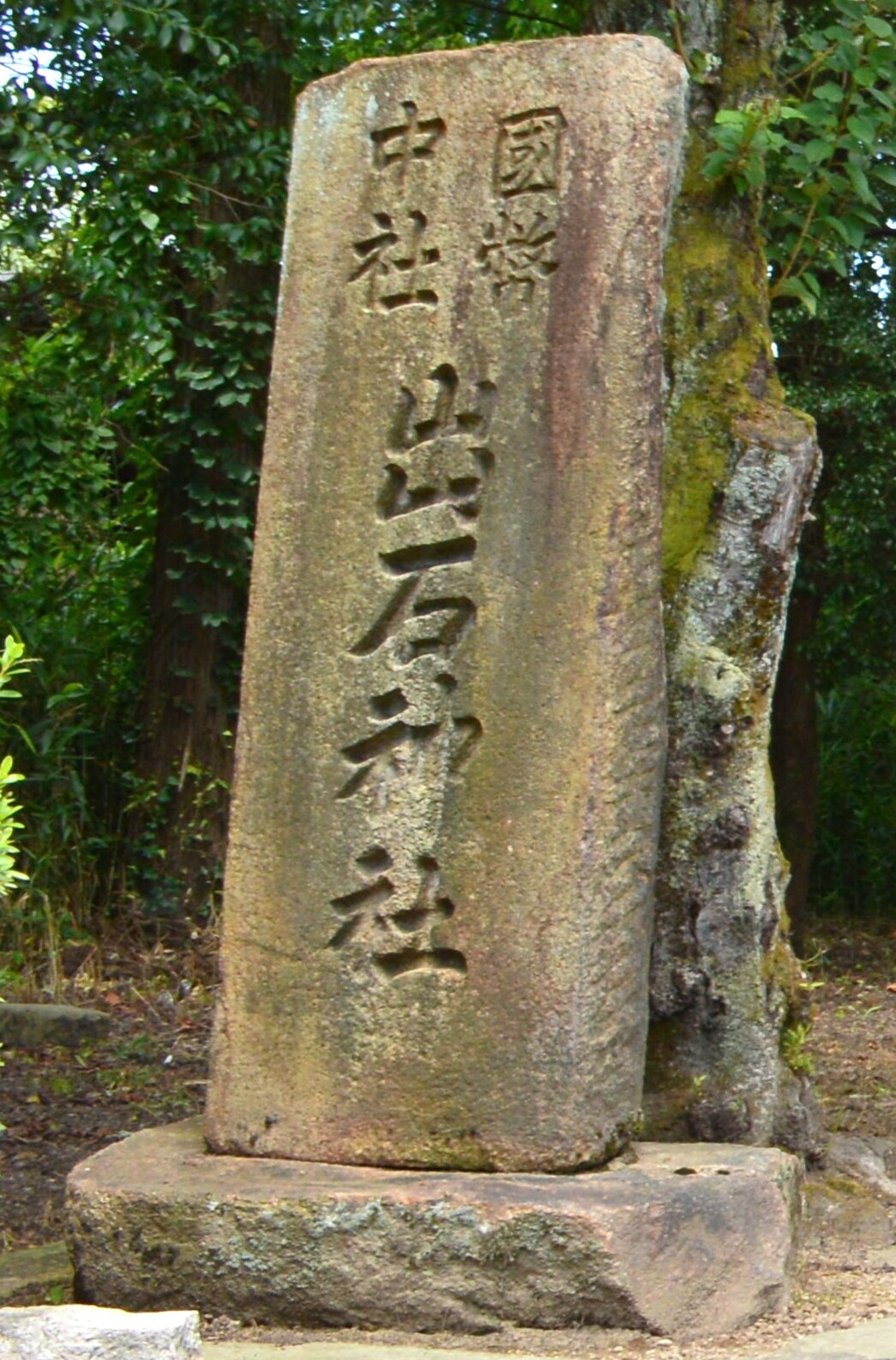
刻有國幣中社的社號標

神社的社格是名神大社、但馬國一宮、國幣中社和別表神社。根據《延喜式神名帳》記載，神社是但馬國出石郡23座式內社之一，以「伊豆志坐神社八座並名神大」的排在首位。一宮方面，根據弘安8年（1285年）的《但馬國大田文》記載，神社是「當國一宮出石大社」，《中世諸國一宮制的基礎研究》指這是神社作為一宮在文獻上首次有記載，與此同時根據《日本紀略》天延4年2月25日（976年3月28日）條記載，神社是「國內第一靈社」，因此推測實際上神社在10世紀末便已經確立一宮地位。此外，根據《大日本國一宮記》記載，但馬國一宮則是粟鹿神社。在近代社格制度實施後，神社在明治4年5月14日（1871年7月1日）獲列為國幣中社。1948年9月30日，神社本廳制定「幹部和職員去留相關規定」（役職員進退に関する規程，《規程第15號》），神社列於其中第五條提到的「記載於別表的神社」（別表に掲げる神社）之內，即別表神社。

## 祭神
神社的主祭神是出石八前大神和天日槍命。出石八前大神是天日槍命持有的八種神寶的化身，根據《日本書紀》記載，神寶有八種和七種兩個說法，分別是「葉細珠、足高珠、鵜鹿鹿赤石珠、出石刀子、出石槍、日鏡、熊野籬和膽狹淺大刀」和「羽太玉、足高玉、鵜鹿鹿赤石玉、出石小刀、出石桙、日鏡和熊野籬」。《古事記》則指是「珠二貫、振浪比禮、切浪比禮、振風比禮、切風比禮、奧津鏡和邊津鏡」。根據《出石神社由緒略記》記載，神社以後者為祭神。本居宣長在《古事記傳》主張神寶是祈求海上安全的呪物。此外，除了出石神社外，出石還有不少與天日槍有關的神社，例如御出石神社、諸杉神社、須義神社和中嶋神社等等，反映當地是天日槍一族的根據地。

## 境內
- 比賣神社和稻荷神社
- 拜殿
- 本殿
- 市杵島比賣神社
- 菅原神社

根據弘安8年（1285年）的《但馬國大田文》記載，神社當時的社領田的面積達141町6反60步（約1404495.87平方），涵蓋常荒流失3町1反（約30743.8平方）、出石鄉押領4町4反120步（約44033.06平方）、長日御祭田71町256步（約704978.51平方）、講經修理田等27町9反240步（約277487.6平方）、引聲與御神樂田以下料11町1反240步（約110876.03平方）、領家佃案主給6町180步（約60099.17平方）和定田8町8反140步（約87735.54平方），分別由案主御家人藤肥前前司之子蓮阿、妙心和定智領有。根據《兵庫縣神社誌》記載，神社境內面積是6522坪（約21560.33平方），《神社名鑑》、《式內社調查報告》和《日本眾神—神社和聖地》均指是6632坪（約21923.97平方）。
寶曆7年（1757年），播磨國加東郡小野村（現兵庫縣小野市小野）的八木田源八郎在各地神社佛閣朝聖期間，不忍神社頹垣敗瓦，便在明和7年（1770年）集資重建本殿，安永3年（1774年）則重建社殿。然而在1910年4月8日，本殿、拜殿、神饌所、社務所、玉垣、渡廊下和兩座末社受到鄰近農家失火波及而焚毀。同年7月15日，神社向政府請求重建，在翌年開始動工，本殿、祝詞舍、幣殿、拜殿、神饌所、中門、社務所和繪馬殿等於1914年完工。其後，社殿的一部分、鳥居和土塀等建築在1925年發生的北但大地震，以至1927年的丹後大地震時也有建築物損毀，但是在政府的資助下修復完成。
本殿佔地33坪7合7勺（約111.64平方），為檜皮葺三間社流造建築，建有千木和堅魚木。幣殿和祝詞殿（祝詞舍）均是檜皮葺切妻造建築，其中幣殿佔地3坪9合7勺（約13.12平方），祝詞殿（祝詞舍）則是2坪7合5勺（約9.09平方），在幣殿和祝詞殿的左右兩旁的透塀圍繞本殿而建。拜殿佔地16坪3合8勺（約54.15平方），為檜皮葺入母屋造建築，以平入舞殿形式建成，設有蔀，正面身舍的屋頂與主體分離，建有平唐破風出桁向拜。神饌所和社務所各佔地12坪3合5勺（約40.83平方）和55坪6合3勺（約183.9平方）。此外，神社境內東北部是佔地約300坪（約991.74平方）的禁足地，稱為天日槍御廟，相傳如果擅闖的話會有報應。
神社的境內末社有比賣神社、稻荷神社、市杵島比賣神社和菅原神社，祭神分別是麻多鳥、宇賀能魂神、市杵島比賣命和菅原神。其中，比賣神社原本位於一之鳥居以東，明治維新後遷至現址，稻荷神社則原稱夢見稻荷，明治維新後合祀至神社。根據《出石封內明細帳》記載，當時神社的末社稻荷大明神社和神先社是長寬1間（約1.82）和1間2尺（約2.42），辨天社為4尺（約1.21）和5尺5寸（約1.67），天神社則是2間（約3.64）和3間（約5.45）。

## 祭事
根據《兵庫縣神社誌》記載，神社的祭事有正月祭（1月1日）、三日祭（1月3日）、立春祭（立春）、春祭（4月11日）、節句祭（5月5日）、例祭（10月20日）、新嘗祭（11月23日）和誠心講社祭（12月11日）。在正月祭期間，根據《神床氏古文書纂》記載，擔任祝的神床氏當主從1月1日開始直至1月15日為止，每天黃昏均會獻燈。根據《神社誌料》記載，則以1月1日獻上海藻為慣例。在三日祭期間，同樣由神床氏當主負責，在拜殿獻上鏡餅。在立春祭期間，舉行獻上神馬藻的神事，這項神事見於源重之或曾禰好忠的和歌中。
在節句祭時期，在神社舉行名為幟轉的儀式，相傳這項儀式始於天日槍成功開拓當地後，人們以幟轉的形式迎接其回來而來。由宮內地區的中學生負責，他們手持五月幟並且圍成一圈，圈內有幾個人負責吹竹法螺，然後一邊以五月幟底部的石突撞擊地面的同時轉圈，並且跟隨竹螺號進行誦唱。在神社的儀式結束後，一行人會前往當年有男孩出生的家庭處舉行同樣的儀式，以前以撒粽作結，現在則撒餅。
例祭原本是在天日槍的忌日舊曆9月11日舉行，以前曾經舉行湯立和相撲等儀式，現在只舉行兒童相撲。在新嘗祭時期，舉行名為御年花祭的儀式，根據《神社調書》記載，在前一晚從負責神事的氏子中挑選十幾人參與，首先讓眾人齋戒沐浴，然後神職以紅淡比的棒在檜板鑽出火後，將火種移至灶頭，再將新穀放於蒸籠內製成麻糬，並且以竹棒弄成為直徑約12厘米的圓形薄麻糬，稱為御年花。根據《日本眾神—神社和聖地》記載則是在神前獻上後撒餅予信眾。

## 文化財
社藏「脇差 銘但州住國光（外有梵字）」在1915年3月26日獲指定為重要文化財，全長39.2厘米，刀身寬2.5厘米，刀柄下方刻有「但州住國光」，背面刻有八個梵字，鑄造於南北朝時代，為但馬朝來郡（現朝來市和田山町）的刀工法成寺國光的作品。由出石出身的明治政府官僚櫻井勉在1882年寄進至神社。
| 編號 | 指定類別 | 指定日期      | 名稱                           | 數量 | 時期                            | 說明 |
| ---- | -------- | ------------- | ------------------------------ | ---- | ------------------------------- | --- |
| 24   | 建造物   | 1990年3月24日 | 出石神社社殿                   | 1    | 大正                            | 分別是本殿、幣殿、祝詞殿和拜殿 |
| 100  | 工藝品   | 1968年3月30日 | 出石大神宮銅印                 | 1    | 鎌倉時代                        | 邊長5.5厘米，雙重框線 |
| 101  | 工藝品   | 1971年3月31日 | 仙石政明具足                   | 1    | 貞享3年 （1686年）              | 銘文是「增因明珍式部紀宗介」，刻有仙石氏的永樂通寶家紋 |
| 102  | 工藝品   | 1971年3月31日 | 小出公馬印                     | 1    | 江戶時代                        | 馬印頂是八重梅鉢紋，下方是直徑53厘米的金鞠玉，再下方是切裂，柄長1丈2尺（約3.64） |
| 103  | 工藝品   | 1971年3月31日 | 仙石秀久馬印                   | 1    | 江戶時代                        | 長4尺的金御幣從頂部垂下，柄長1丈4尺2寸（約4.3） |
| 108  | 工藝品   | 1973年3月20日 | 猿猴的甲冑                     | 1    | 元和元年 （1615年）             | 仙石忠政家臣谷津主水在大坂夏之陣時的甲冑，胸部位置有彈痕 |
| 109  | 工藝品   | 1973年3月20日 | 經文胴的甲冑                   | 1    | 天正18年 （1590年）             | 仙石秀久家臣鷲見久次在小田原征伐時的甲冑，軀幹的正面部分寫有經文 |
| 119  | 書跡     | 1968年3月30日 | 後村上天皇綸旨                 | 1    | 正平6年6月7日 （1351年6月30日） | 綸旨記載神社的領家職務被停止 |
| 120  | 書跡     | 1968年3月30日 | 蓮華王院院宣                   | 1    | 某年12月1日                     | 當時伊勢神宮需要籌集建築費用，因此無論公領還是私領均需要繳納米和金錢，不過院宣記載蓮華王院領獲免除。雖然年份不明，不過由於是薄墨料紙，反映其為中世文書。                                                  |
| 121  | 書跡     | 1968年3月30日 | 家則和家朝補任狀、軍忠狀等兩種 | 2    | 鎌倉時代 南北朝時代             | 分別是「山名氏清文書，明德元年9月17日（1390年10月25日）」、「源家則補任狀，嘉禎4年11月3日（1238年12月10日）」、「源家朝補任狀，元亨4年（1324年）4月」和「長尾長家軍忠狀，正平7年（1352年，觀應3年）12月」 |
| 159  | 考古資料 | 1978年3月31日 | 出石神社舊鳥居殘骸             | 2    | 不明                            | 1933年，出石川進行改修，鳥居殘骸在重建鳥居橋時連同開元通寶和紹元通寶等大量古錢幣一同出土，反映以前曾經建有第二鳥居以及鳥居地區的名稱由來。                                                                |
| 181  | 無形民俗 | 1994年6月17日 | 幟轉                           | —    | 江戶時代                        | — |

## 註解
1. ↑  烏鵲可能指歐亞喜鵲或烏鴉[13]。
2. ↑  《式內社調查報告》和《日本眾神—神社和聖地》均指是在大永4年重建[7][11]。
3. ↑  《式內社調查報告》記載為木田源八郎[7]。
4. ↑  該和歌在《新拾遺和歌集》的版本是，為源重之的作品（新編國歌大觀編號1894）[17]，在《重之集》的版本則是，為曾禰好忠的作品（新編國歌大觀編號203）[18]。其中的和便是指出石神社，則是神馬藻的古稱[5]。

## 外部連結
- 出石神社的Facebook專頁（日語）
- . 兵庫縣神社廳.   [2023-01-19] （日语）.
- . 兵庫觀光本部.   [2023-01-19] （日语）.
- . 全國一之宮巡拜會.   [2023-01-19] （日语）.
- . kotobank （日语）.